# Croix du Sud (bateau)
Pour les articles homonymes, voir Croix du Sud (homonymie).
Le Croix du Sud, indicatif visuel M646, est un chasseur de mines de type Tripartite, de la classe Eridan en service dans la Marine française. Ses villes marraines sont Ciboure [réf. nécessaire] et Saint-Jean-de-Luz.
Ses missions sont « la détection, la localisation, la classification, l'identification puis la destruction ou neutralisation des mines par fonds de 10 à 80 mètres, le guidage des convois sous menace de mines et la pénétration sous la mer, la recherche d'épaves ».

## Histoire
Un dragueur de mines type D, Classe Sirius s'est appelé Croix du Sud et a servi de 1956 à 1981 (indicatif visuel : M 734) . Il a été longtemps stationnaire aux Antilles, basé à Fort de France.
Saint-Jean-de-Luz (Pyrénées-Atlantiques) est la ville marraine du C.M.T. Croix du Sud depuis le 1er juin 1986.
Il est régulièrement déployé dans le cadre du Groupe permanent OTAN de lutte contre les mines, par exemple en Méditerranée en 2016 et en Mer Baltique en 2019.
Face à la guerre hybride en marge de l'invasion de l'Ukraine par la Russie, le bâtiment est déployé en mer Baltique à deux reprises fin 2024 et début 2025 afin de « dissuader les tentatives éventuelles de sabotage ». Son équipement est alors adapté afin de surveiller les infrastructures sous-marines, son matériel permettant de mener des investigations en mer.

## Équipement
Le Croix du Sud est équipé de deux drones PAP 104 à transmission par satellite pour identifier et pétarder les mines à distance. Il est également doté d'un caisson hyperbare pour les 6 plongeurs démineurs du bord.
Il est armé d'un canon de 20 mm ainsi que de 4 mitrailleuses (12,7 et 7,62 mm).
Sa coque est en composite verre résine, pour limiter sa signature magnétique.

## Commandement
Capitaine de corvette Ortegat (2012)
Capitaine de corvette Furgolle (2017)